# Международный кулинарный фестиваль
Международный кулинарный фестиваль (азерб. Beynəlxalq Kulinariya Festivalı) — кулинарный фестиваль, проходивший в Азербайджане. Первый фестиваль прошёл в начале мая 2022 года в городе Шуше в Карабахе. В нём приняли участие повара, а также международные кулинарные эксперты и блогеры из 12 стран. На первом фестивале были представлены кухни различных регионов Азербайджана, а также национальные кухни 11 стран мира.

## История

### Первый фестиваль
Кулинарный фестиваль впервые был организован в 2022 году Фондом Гейдара Алиева и Азербайджанским государственным агентством по туризму.
На первом фестивале, состоявшемся в Шуше с 5 по 8 мая 2022 года, приняли участие повара, а также международные фуд-эксперты и фуд-блогеры из 12 стран. В дни фестиваля были установлены 11 национальных, 11 зарубежных павильонов и павильон Национального центра кулинарии. На фестивале были представлены национальные кухни Германии, Австрии, Китая, Франции, Грузии, Ирана, Израиля, Италии, Малайзии, Турции и Японии.
Азербайджанскую Республику на фестивале представляли повара из Апшерон-Хызынского, Бакинского, Горно-Ширванского, Гянджа-Дашкесанского, Ленкорань-Астаринского, Центрально-Аранского, Нахичеванского, Карабахского, Губа-Хачмазского, Шеки-Загатальского и других регионов.
На фестивале проводились мастер-классы по приготовлению блюд. Были приготовлены такие блюда, как азербайджанские кята и пахлава, грузинский пхали, малайзийский карри, китайские димсамы, израильский фалафель с хумусом и др.
Также на территории проведения фестиваля было установлено более 25 павильонов разного формата, где были показаны образцы архитектурных стилей и национальной музыки различных стран. Помимо этого в рамках фестиваля гостям были продемонстрированы театрализованные представления и выступления творческих коллективов, в частности, постановки, посвященные юности выросшего в Шуше азербайджанского композитора Узеира Гаджибекова, сцены из его оперетты «Аршин мал алан», действия которого также происходили в Шуше. Прошли выставки народных ремёсел Азербайджана, азербайджанских ковров и килимов, было показано театрализованное представление об этапах азербайджанского ковроделия, а Бакинский книжный центр представил кулинарные издания Фонда Гейдара Алиева. 
Также в рамках кулинарного фестиваля прошёл пленэр «Шуша. Весенняя легенда» с участием более тридцати азербайджанских художников и скульпторов, чьи работы были посвящены Карабаху.

#### Гости фестиваля
На фестивале присутствовали кулинарные критики и блогеры из Бельгии, Гватемалы, Франции, Италии, Израиля, Канады, Южной Кореи, Перу, России, Турции:
- Сталик Ханкишиев — кулинар, телеведущий (Россия);
- Флавио Басатти — кулинар (Италия);
- Жозе Луис Эскаланте — кулинар (Гватемала);
- Тейлор Уидинг — гастроэксперт (Канада);
- Гильермо Гонсалес — гастродипломат (Перу);
- Бао Лицзюнь — кулинар (Китай);
- Шауль Леви — кулинарный эксперт (Израиль);
- Сирил Рукьет — кулинар (Франция);
- Джун Парк — документалист и этнограф (Республика Корея);
- Самуэль Артуро Мендес Морел — кулинар (Доминиканская Республика).

Официальные лица
- Анар Алекперов — исполнительный директор Фонда Гейдара Алиева, помощник Президента Азербайджанской Республики Алакбаров;
- Фуад Нагиев — председатель Государственного агентства по туризму;
- Полад Бюльбюль-оглы — посол Азербайджана в России.